# U-568
| U-568                      | U-568                                                          | U-568                                                          |
| -------------------------- | -------------------------------------------------------------- | -------------------------------------------------------------- |
|                            |                                                                |                                                                |
|                            |                                                                |                                                                |
|                            |                                                                |                                                                |
| Під прапором               | Третій рейх                                                    | Третій рейх                                                    |
| Спуск на воду              | 6 березня 1941 року                                            | 6 березня 1941 року                                            |
| Виведений зі складу флоту  | 28 травня 1942 року                                            | 28 травня 1942 року                                            |
| Сучасний статус            | затоплений                                                     | затоплений                                                     |
| Проєкт                     |                                                                |                                                                |
| Тип ПЧ                     | Торпедний ДПЧ                                                  | Торпедний ДПЧ                                                  |
| Основні характеристики     |                                                                |                                                                |
| Швидкість (надводна)       | 17,7 вузлів                                                    | 17,7 вузлів                                                    |
| Швидкість (підводна)       | 7,6 вузлів                                                     | 7,6 вузлів                                                     |
| Робоча глибина занурення   | 100 м                                                          | 100 м                                                          |
| Гранична глибина занурення | 220 м                                                          | 220 м                                                          |
| Екіпаж                     | 44 осіб                                                        | 44 осіб                                                        |
| Розміри                    |                                                                |                                                                |
| Довжина найбільша (по КВЛ) | 67,1 м                                                         | 67,1 м                                                         |
| Ширина корпусу найб.       | 6,2 м                                                          | 6,2 м                                                          |
| Висота                     | 9,6 м                                                          | 9,6 м                                                          |
| Середня осадка (по КВЛ)    | 4,70 м                                                         | 4,70 м                                                         |
| Водотоннажність надводна   | 769 т                                                          | 769 т                                                          |
| Озброєння                  |                                                                |                                                                |
| Артилерія                  | одна палубна гармата калібру 88-мм, одна 20-мм зенітна гармата | одна палубна гармата калібру 88-мм, одна 20-мм зенітна гармата |
| Торпедно- мінне озброєння  | 4 носових і один кормовий ТА. 14 торпед або 26 мін             | 4 носових і один кормовий ТА. 14 торпед або 26 мін             |

U-568 — німецький підводний човен типу VIIC, часів Другої світової війни.
Замовлення на будівництво човна було віддане 24 жовтня 1939 року. Човен був закладений на верфі суднобудівної компанії «Blohm + Voss» у Гамбурзі 27 квітня 1940 року під будівельним номером 544, спущений на воду 6 березня 1941 року, 1 травня 1941 року увійшов до складу 3-ї флотилії. Також за час служби перебував у складі 29-ї флотилії. Єдиним командиром човна був капітан-лейтенант Йоахім Пройсс.
Човен зробив 5 бойових походів, в яких потопив 1 судно, 2 військові кораблі та пошкодив 1 військовий корабель.
Потоплений 28 березня 1942 року у Середземному морі північно-східніше Тобрука (32°42′ пн. ш. 24°53′ сх. д. / 32.700° пн. ш. 24.883° сх. д.) глибинними бомбами британських есмінців «Хіроу», «Ерідж» та «Гарворт». Всіх 47 членів екіпажу врятовано.

## Потоплені та пошкоджені кораблі[3]
| Назва        | Тип            | Належність      | Дата           | Тоннаж (БРТ) | Вантаж        | Статус     | Місце                                                       |
| «Пікоті»     | корвет         | Велика Британія | 12 серпня 1941 | 925          |               | потоплено  | 62°00′ пн. ш. 16°01′ зх. д. / 62.000° пн. ш. 16.017° зх. д. |
| Empire Heron | вантажне судно | Велика Британія | 16 жовтня 1941 | 6 023        | 7 673 т сірки | потоплено  | 54°55′ пн. ш. 27°15′ зх. д. / 54.917° пн. ш. 27.250° зх. д. |
| «Карні»      | есмінець       | США             | 17 жовтня 1941 | 1 630        |               | пошкоджено | 57°00′ пн. ш. 24°00′ зх. д. / 57.000° пн. ш. 24.000° зх. д. |
| «Салвіа»     | корвет         | Велика Британія | 24 грудня 1941 | 925          |               | потоплено  | 31°46′ пн. ш. 28°00′ сх. д. / 31.767° пн. ш. 28.000° сх. д. |